# Joaquín Caparrós
Joaquín Caparrós Camino (* 18. Oktober 1955 in Utrera) ist ein spanischer Fußballtrainer, der unter anderem schon für den FC Sevilla, RCD Mallorca, Deportivo La Coruña und Athletic Bilbao verantwortlich war. Von 2020 bis 2022 war Caparrós Trainer der armenischen Nationalmannschaft.

## Trainerlaufbahn

### Die Anfänge
Der aus der Jugend von Real Madrid stammende Joaquín Caparrós entschied sich früh für eine Laufbahn als Trainer und bereits im Alter von 26 Jahren nahm er diverse Trainerjobs an. Der Durchbruch als Trainer gelang ihm 1996, als er bei Recreativo Huelva angestellt wurde. Nach drei erfolgreichen Jahren und dem Aufstieg in die Segunda División folgte der Wechsel zum FC Villarreal, den er jedoch gerade einmal sieben Spieltage betreute. Neben seiner Trainertätigkeit im Verein war er von 1998 bis 2000 für die inoffizielle Fußballauswahl von Andalusien tätig.
Seine bisher erfolgreichste Zeit waren die fünf Jahre beim FC Sevilla in seiner andalusischen Heimat, mit dem er sich zweimal für den UEFA Cup qualifizieren konnte. Zuvor führte er den Traditionsclub mit bescheidenen finanziellen Mitteln überraschend souverän (Erster der Segunda División) in die spanische Eliteliga zurück.

### Abstiegskampf
Ab dem Jahr 2005 wollte er ein neues Projekt beginnen und so schlug Caparrós die geplante Vertragsverlängerung in Sevilla aus. Joaquín Caparrós ging zum damals hochambitionierten Deportivo La Coruña. Während in der ersten Saison das internationale Geschäft nur knapp verfehlt wurde, drehten die Clubverantwortlichen mehr und mehr den Geldhahn zu, da die Galicier hoch verschuldet waren und so drohte 2007 sogar der Abstieg. Aus diesem Grund trat der Trainer von sich aus zurück und machte den Weg frei für seinen Nachfolger. Trotz allem konnte die Zeit bei Depor auch wegen der geringen finanziellen Mittel seinem guten Ruf nicht schaden.

### Weitere Karriere
Im Sommer 2007 unterschrieb er einen Vertrag bei Athletic Bilbao. Trotz Erreichens des sechsten Tabellenplatzes in der Saison 2010/11 wurde sein auslaufender Vertrag nicht verlängert. Danach unterschrieb Caparrós im Juli 2011 beim Schweizer Erstligisten Neuchâtel Xamax. Am 3. September 2011 gab der Eigentümer und Präsident von Xamax, Bulat Tschagajew, nach nur einem Monat Amtszeit die Entlassung Caparrós’ bekannt. Am dritten Oktober 2011 wurde er neuer Trainer beim spanischen Erstligisten RCD Mallorca, wo der Däne Michael Laudrup wenige Tage zuvor zurückgetreten war. Anfang Februar 2013 wurde Caparrós nach vier Niederlagen in Folge entlassen. Nach 17 Punkten aus 22 Spielen in der Saison 2012/13 belegte der Verein zu diesem Zeitpunkt nur den vorletzten Platz. Zur Saison 2013/14 übernahm er den spanischen Erstligisten Levante UD. Am 27. Mai 2014 verabschiedete er sich von Levante UD. Bereits einen Tag später wurde bekanntgegeben, dass er einen Zweijahresvertrag beim FC Granada unterschrieben hatte. Nach einem Jahr in Granada wurde er entlassen.
Am 8. November 2016 verpflichtete ihn der CA Osasuna. Von April bis Juni 2018 kehrte er nach dreizehn Jahren zum FC Sevilla interimsweise zurück. Im März 2019 wurde er erneut Trainer des FC Sevilla. Nach Ende der Saison 2018/19 legte er sein Traineramt beim FC Sevilla nieder. Von März 2020 bis 2022 war Caparrós Nationaltrainer der armenischen Fußballnationalmannschaft.